# Elisa (公司)

标志2003-2014

Elisa公司（芬蘭語：Elisa Oyj）是芬兰一家電信公司，成立于1882年。原稱赫爾辛基電話（Helsingin Puhelin，至2000年7月）及Elisa通信公司（Elisa Communication Oyj，至2003年）。Elisa 經營电信、ICT 和在线服务，業務範圍主要在芬兰和爱沙尼亚，但也對國際市場提供數據服務。
2018年，Elisa營收是18.3亿欧元，員工數4,800人。